# ژاومرگ سفلی
ژاومرگ سفلی (به انگلیسی: Zhav Marg-e Sofla)، روستایی از توابع بخش گوار شهرستان گیلانغرب در استان کرمانشاه ایران است.

## جمعیت
این روستا در دهستان گوآور قرار دارد و براساس سرشماری مرکز آمار ایران در سال ۱۳۸۵، جمعیت آن ۲۳۱ نفر (۴۵خانوار) بوده‌است.